# Susan Harris

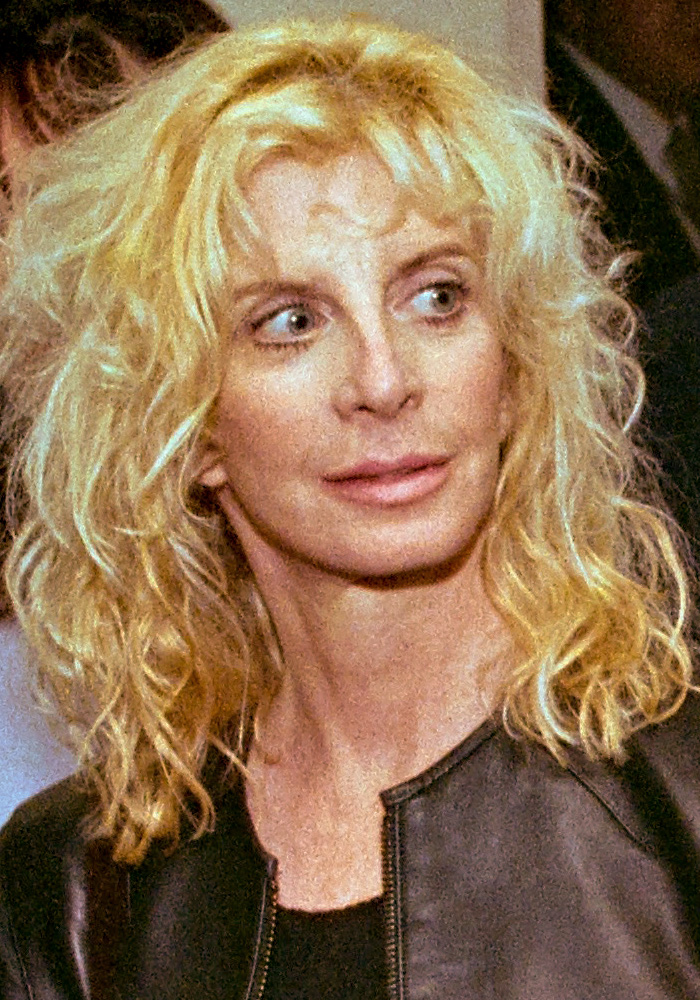
Susan Harris (1999)

Susan Harris (* 28. Oktober 1940 in Mount Vernon, New York) ist eine US-amerikanische Drehbuchautorin.

## Leben und berufliche Erfolge
Große Bekanntheit erlangte sie durch die von ihr entwickelte Kultserie Golden Girls. Insgesamt schrieb sie 77 von 180 Drehbüchern dieser Fernsehserie, womit sie großen Einfluss auf die wesentlichen Handlungen der Serie nahm.
In den vergangenen 40 Jahren wirkte Susan Harris an einer Vielzahl großer Sitcom-Formate in den USA als Drehbuchautorin mit und festigte somit den Grundstein für das größte unabhängige Fernsehproduktionsunternehmen der USA.
Sie ist die Mutter des Intellektuellen Sam Harris. Sie und Sams Vater ließen sich scheiden, als Sam zwei Jahre alt war.
Sie war bis zu seinem Tod 2018 mit dem Produzenten Paul Junger Witt verheiratet. Ihr bis dato letztes Projekt als Drehbuchautorin stammt aus dem Jahr 1993 für die Fernsehserie Brighton Belles.
Sie beschäftigt sich derzeit mit weiteren Gemeinschaftsprojekten in ihrer Produktionsfirma Witt/Thomas/Harris TV Production Company.